# Syndrome de Skoumine
 Mise en garde médicale
Le syndrome de Skoumine est un syndrome décrit par le médecin russe Viktor Skoumine en 1978.
Le syndrome regroupe des symptômes psychologiques rapportés à des valves cardiaques mécaniques. Il se manifeste par une peur irrationnelle (angoisse), des troubles du sommeil (insomnie) qui peut entraîner une dépression.

## Étiologie
|  | 1. Atrium droit 2. Atrium gauche 3. Veine cave supérieure 4. Aorte 5. Artère pulmonaire 6. Veine pulmonaire 7. Valve mitrale (atrio-ventriculaire) 8. Valve aortique 9. Ventricule gauche 10. Ventricule droit 11. Veine cave inférieure 12. Valve tricuspide (atrio-ventriculaire) 13. Valve sigmoïde (pulmonaire) |

Toutes les valves cardiaques mécaniques fonctionnent dans le corps humain en créant des effets sonores et des vibrations uniques. Ces phénomènes sont les causes du syndrome. En raison de la perturbation des récepteurs dans la zone de l'implant et en raison de la dysrythmie cardiaque, l'attention du patient se concentre sur les activités de son propre cœur. Le syndrome, se produit souvent lors de l'implantation de la prothèse de la valve mitrale ou lors du remplacement de quelques valves à la fois. Les nerfs, les muscles cardiaques et les gros vaisseaux sanguins sont lésés par le traumatisme chirurgical.

## Épidémiologie
Une étude américaine montre que près de 2 % de la population adulte est porteuse d'une valvulopathie cardiaque, la plus fréquente étant l'insuffisance mitrale. Cette prévalence s'accroît avec l'âge avec une prévalence comprise entre 10 et 15 % chez les patients de plus de 75 ans et devrait continuer à croître avec le vieillissement de la population. Dans les pays occidentaux, la fréquence des valvulopathies d'origine rhumatismale est en diminution au profit d'une augmentation des valvulopathies dégénératives.

L'insuffisance valvulaire est une complication rare de certains traitements médicamenteux comme la prise d'amphétamines (dont le benfluorex, retiré de la vente en France en 2009).
Le 21 septembre 1960, Albert Starr effectue le premier remplacement valvulaire (valve mitrale) avec une valve de sa conception et qui portera son nom.

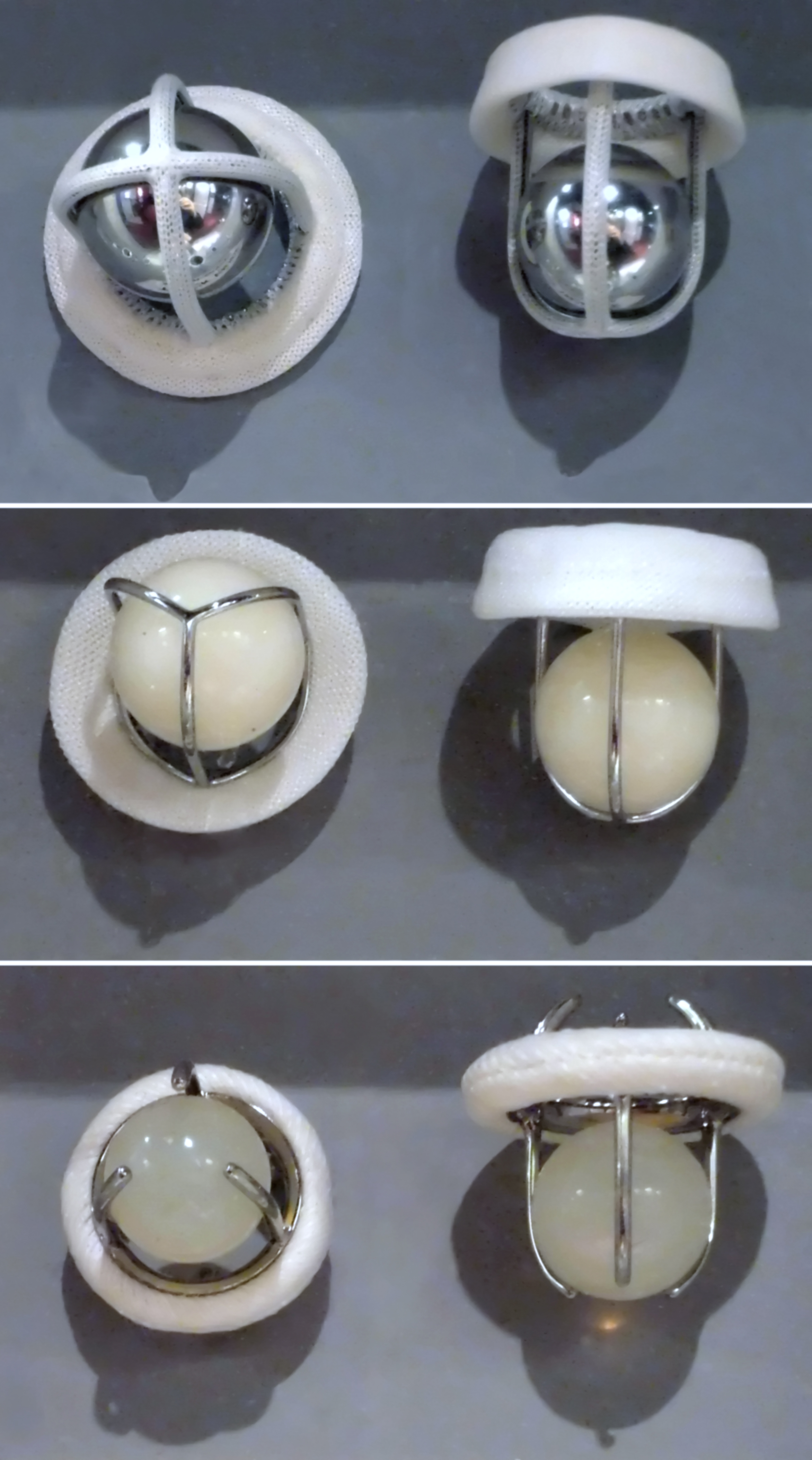
1. Valve de Starr-Edwards 2. Valve de Starr-Edwards 3. Valve de Smeloff-Cutter.
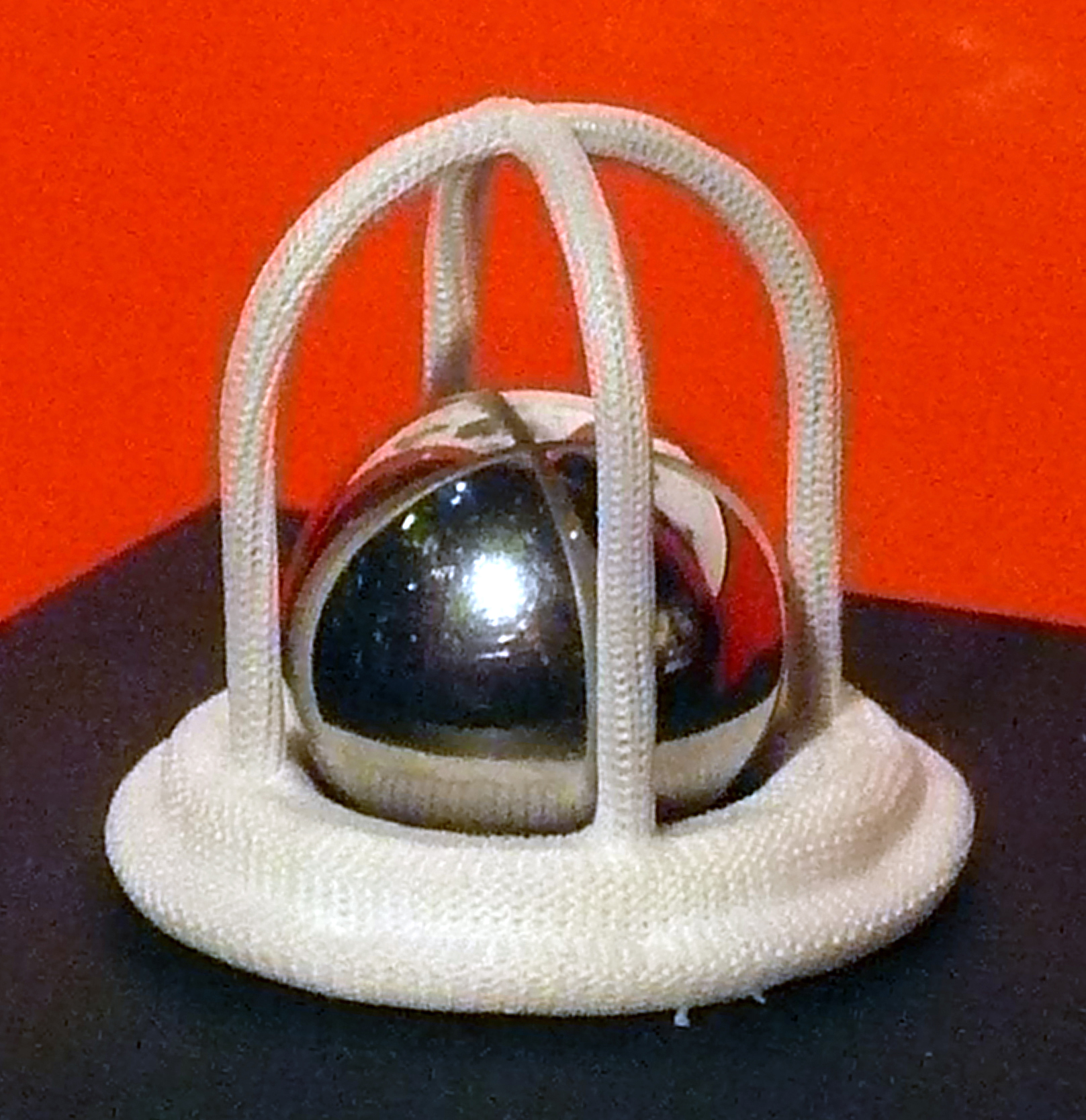
Valve mitrale de Starr-Edwards
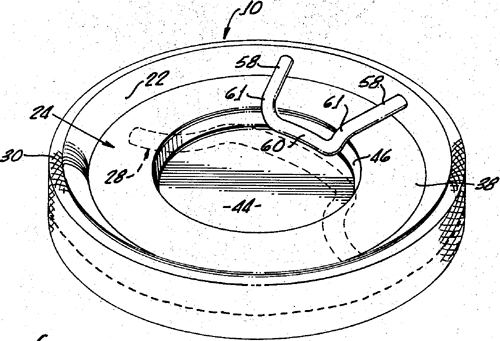
Cœur artificiel.

Selon Viktor Skoumine (1980), le syndrome a été observé chez 26,1 % des patients équipés de valves cardiaques artificielles.
Selon Nikolaï Amossov, membre de l'Académie nationale des sciences d'Ukraine, et le Pr Yakov Bendet (ru), de l'Institut national de chirurgie cardiovasculaire, à Kiev (ru), 27,5 % des patients bénéficiaires de valves cardiaques artificielles  présenteraient ce syndrome psychopathologique.
Le Pr Alain Frédéric Carpentier, de l'université Pierre-et-Marie-Curie et membre de l'Académie des sciences (France)  estime en 2011 que le syndrome de Skoumine se développe chez un quart des patients avec valve cardiaque artificielle. Il est possible qu'un problème similaire se posera dans la conduite des opérations pour implanter un cœur artificiel .
Le « scandale du Médiator » en France, en 2011-2012, a ravivé ce syndrome, puisqu'il concerne les valves cardiaques,.

## Nature et manifestations du syndrome
Il s'agit d'un trouble anxieux au cours duquel, à la suite de la pose d'une valve cardiaque ou d'une prothèse cardiaque, certains patients développent une crainte à propos de l'opération chirurgicale, de la fiabilité de la prothèse et de sa détérioration éventuelle à moyen terme.
Le trouble se manifeste notamment par une peur irraisonnée, des troubles du sommeil, une angoisse diffuse qui peut se transformer en dépression.

## Prise en charge
Une psychothérapie est possible,

### Vidéo
- (ru) « Кардиопротезный психопатологический синдром », youtube.com (consulté le 25 février 2021)